# Trollius europaeus
Trollius europaeus o Calderones o flor de san Pallari es una especie fanerógama, perteneciente a la familia Ranunculaceae. Es nativa de Europa y del oeste de Asia donde crece en alturas de 2800 m s. n. m. .
Es una planta herbácea que alcanza los 60 cm de altura. Tallo erecto, muy poco ramoso y estriado con dos tipos de hojas; las superiores pequeñas y sésiles y las inferiores basales con un pecíolo de más de 20 cm de color verde oscuro en el haz y blanco en el envés. Tiene flores de color amarillo brillante parecen globos de 3-3,5 cm de diámetro. Crece en pantanos y áreas sombrías, bosques y matorrales, floreciendo entre junio y agosto.

## Sinónimos
Trollius connivens Moench
Trollius europaeus subsp. globosus (Lam.) Domin
Trollius europaeus var. humilis (Crantz) P.Fourn.
Trollius germanicus Wender. nom. illeg.
Trollius globosus Lam.
Trollius humilis Crantz
Trollius medius Wender.
Trollius minimus Wender.
Trollius montanus Salisb. nom. illeg.
Trollius napelliformis Roep.
Trollius rotundifolius Stokes
Trollius sphaericus Salisb.
Trollius viridis Miel.